# Geverhart Elmenhorst
Geverhart Elmenhorst (* 1583 in Hamburg; † 1621 ebenda) war ein deutscher Gelehrter, Verfasser von Kirchenliedern und Bearbeiter von nachklassischen lateinischen Autoren und frühen Kirchenvätern.

## Leben
Geverhart Elmenhorst war der Sohn des 1554 aus Buxtehude in Hamburg eingewanderten Lakenhändlers Gevert Elmenhorst, der 1578 in den Rat der Stadt Hamburg gewählt wurde und 1586 starb. Er starb ohne Nachkommen. Er ist ein nicht verwandter Namensträger von Hinrich Elmenhorst und von Wilhelm Elmenhorst.